# Траверса

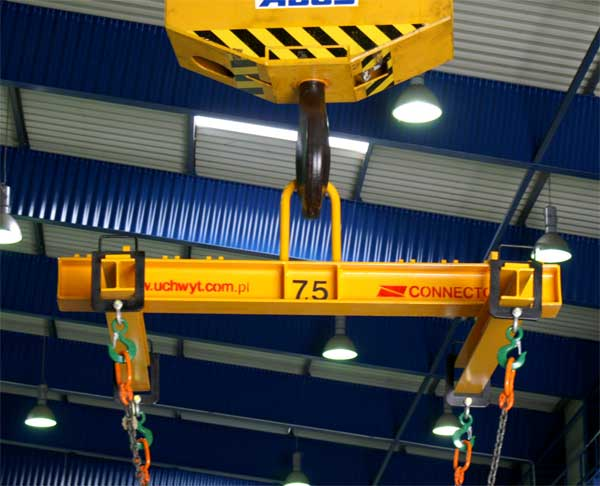
фото 1, H-Траверса

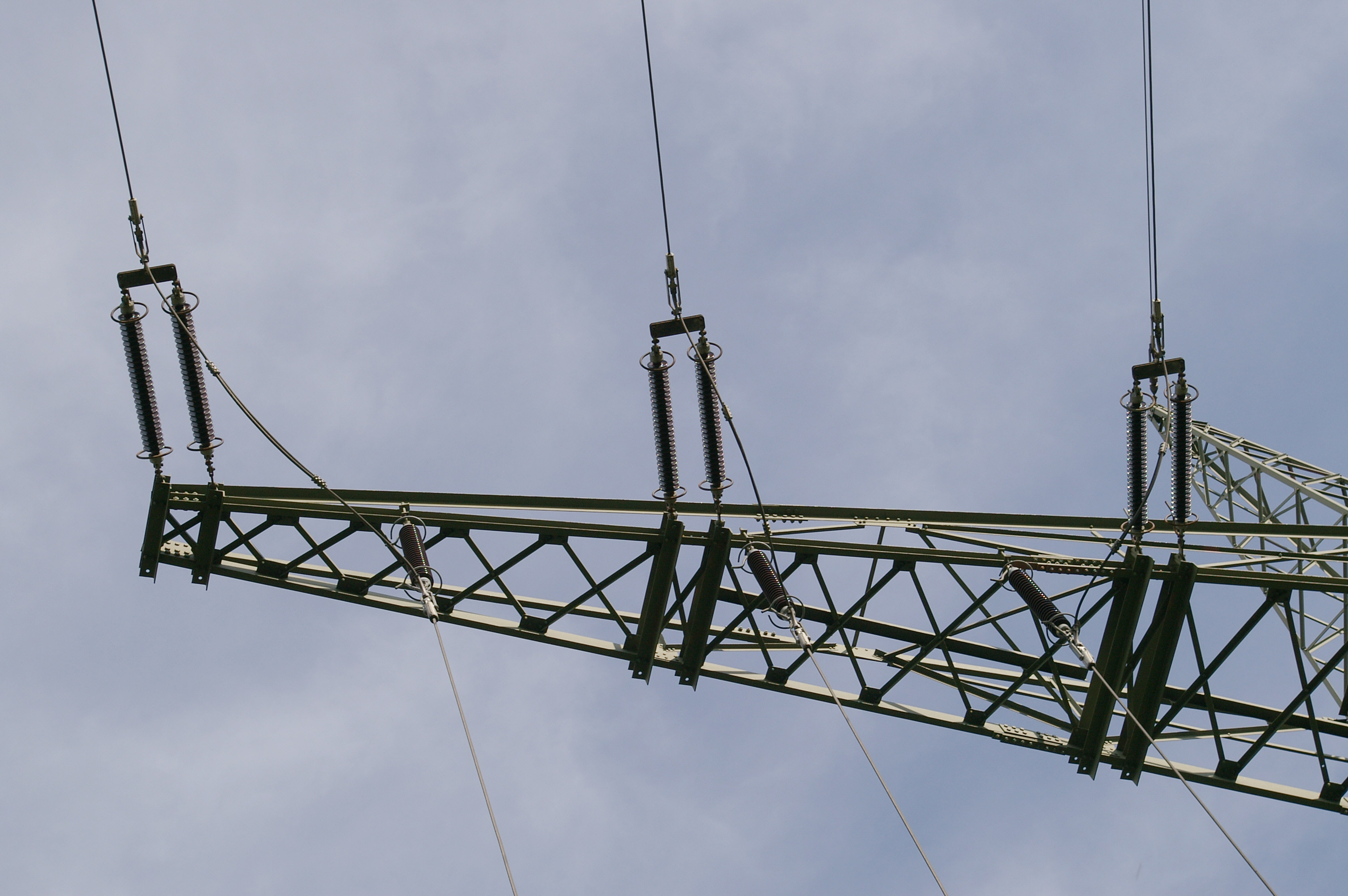
фото 2

Тра́верса, тра́верза (фр. traverse — поперечний брус, шпала) — поперечна перекладина в машинах, верстатах, спорудах, а також бантина для підвішування вантажів у вантажозахватних пристроях.

## Траверса опор
Траверсою також називається поперечна балка для кріплення ізоляторів у верхній частині опори лінії електропередач або стовпа телеграфної лінії (Див. фото 2).